# El professor de persa
El professor de persa (títol original en alemany: Persischstunden) és una pel·lícula dramàtica russo-germànica-belarussa del 2020 dirigida per Vadim Perelman i guionitzada per Ilya Zofin. La pel·lícula s'ha doblat i subtitulat al català.

## Argument
Un jove jueu d'Anvers en un camp de concentració nazi alemany fa veure que és de l'Iran i es veu obligat a ensenyar persa, una llengua que no parla, a un agent nazi.

## Repartiment
El repartiment principal va córrer a càrrec dels següents intèrprets:
- Nahuel Pérez Biscayart com a Gilles
- Lars Eidinger com a Klaus Koch
- Jonas Nay com a Max
- David Schütter com a Paul
- Alexander Beyer com a comandant del campament
- Andreas Hofer com a adjunt von Dewitz
- Leonie Benesch com a Elsa
- Luisa-Céline Gaffron com a Jana

## Producció
La pel·lícula es basa en l'obra artística Erfindung einer Sprache ("Invenció d'una llengua") de Wolfgang Kohlhaase. En ella, l'estudiant neerlandès Straat, que va ser capturat pels nazis, afirma parlar persa i, per tant, se'l considera competent per a ensenyar la llengua a l'avorrit guàrdia de seguretat Battenbach.
Ilya Zofin, que també va escriure el guió, va iniciar el projecte cinematogràfic basat en la història de Kohlhaase. Zofin coneixia la història del jueu que va sobreviure al camp de concentració basant-se en un llenguatge que havia inventat i va creure que es tractava d'un fet destacable. Quan es va saber que la història provenia realment de l'obra de Kohlhaase, la pel·lícula va adquirir els drets sobre el llibre, que es trobava enmig de la producció i amb el guió ja escrit. La pel·lícula, dirigida per Vadim Perelman, va ser produïda per LM Media i Hype Film, i la banda sonora va anar a càrrec d'Evgueni i Sacha Galperine. Els papers principals de Klaus Koch i Gilles van ser interpretats per l'actor alemany Lars Eidinger i l'actor argentí Nahuel Pérez Biscayart, respectivament. Altres papers de l'obra van anar a càrrec de Jonas Nay, Leonie Benesch, Alexander Beyer, David Schütter, Andreas Hofer i Luisa-Céline Gaffron.
El rodatge va tenir lloc a la ciutat de Minsk durant 33 dies, entre el 7 de novembre de 2018 i el 20 de gener de 2019. El plató va ser un mosaic d'elements de diferents camps de concentració. El campament temporal de la pel·lícula es va recrear mitjançant la troballa de diverses fotos i vídeos. L'equip cinematogràfic es va inspirar, principalment, en el camp de concentració de Natzweiler-Struthof, l'anomenat camp penal i laboral de l'Alemanya nazi, a prop de la ciutat de Natzweiler, a l'Alsàcia ocupada, a uns 55 quilòmetres al sud-oest d'Estrasburg. Els models per a les portes principals de la pel·lícula eren els del camp de concentració de Buchenwald.
L'estrena mundial de la pel·lícula es va realitzar el 22 de febrer de 2020 a la secció Especial Berlinale del Festival Internacional de Cinema de Berlín de 2020. A finals d'agost i principis de setembre de 2020 es va presentar a l'edició a l'aire lliure del Festival de Cinema Alemany, així com al Festival de Cinema Fünf Seen, a mitjans de setembre de 2020, en el marc de la Filmkunstmesse Leipzig. Es va estrenar als cinemes alemanys el 24 de setembre de 2020. El desembre de 2020, Rússia va presentar la pel·lícula a la 78a edició dels Premis Globus d'Or.

## Recepció

### Classificació per edat
A Alemanya, la pel·lícula va ser aprovada per la Freiwillige Selbstkontrolle der Filmwirtschaft (FSK) a partir dels 12 anys. A l'inici de l'obra s'indica que la pel·lícula funciona amb un clar esquema del bé i el mal, i se centra en una figura positiva d'identificació. Tot i així, hi ha algunes escenes emocionalment intenses i actes de violència que poden suposar un desafiament per a nens i joves a partir dels 12 anys. No obstant això, és alleujador el fet que la història de la relació entre els dos homes i l'aprenentatge de l'idioma sigui clarament el focus.

### Crítica
El crític de cinema Kaleem Aftab va escriure a la revista de cinema en línia Cineuropa que Vadim Perelman va aconseguir explicar una història molt notable en el context de la Segona Guerra Mundial. El plató, inspirat en el campament de Natzweiler-Struthof, està ple de detalls d'aquella època. De vegades, a la trama li falta una mica de tensió i els intents de donar una trama decent als personatges secundaris no són, en general, convincents. Però quan es veu el joc dels dos actors principals Nahuel Pérez Biscayart i Lars Eidinger, hi ha molt que agradar. Hi ha molts elements a l'obra que semblen velles pel·lícules de guerra britàniques i, al final, l'espectador es veu recompensat amb una barreja de diversió i patetisme. En comparació amb La vida és bella de Roberto Benigni, El professor de persa no aconsegueix la mateixa altura dramàtica ni les rialles que evoca aquest guanyador de l'Òscar, però la pel·lícula encara no oblida la gravetat de les atrocitats comeses, com el tractament particularment bàrbar que mostra l'internament de Gilles.
Anke Westphal d'epd Film va explicar que, fins i tot si es pot pensar que és banal, quan es mostra detalladament com els nazis de diferents rangs s'intriguen i es denuncien per venjança o enveja, això forma part del panorama general i és una de les qualitats de la pel·lícula, fins i tot en aquells moments en què els tòpics estan satisfets abundantment quan a Lars Eidinger, com a "cavaller", se li permet llançar massa mirades ombrívoles i celebrar els excessos de violència. La història d’extermini en si no coneix cap tòpic: «Per descomptat, els transports de jueus als camps d’extermini també es van organitzar quan els alemanys anaven a sopar. El fil conductor d’aquesta pel·lícula, però, és la memòria: noms i termes que creen identitat, de l'assassinat. El fet que el nazi Koch i la seva víctima —perquè Gilles es mantingui fins al final— només puguin trobar una base comuna per a la comprensió en un llenguatge que no existeix, és la línia de puny consistent d'una història que sens dubte no ofereix la seguretat còmoda d'una història de supervivència heroica».
Boyd van Hoeij, de The Hollywood Reporter va remarcar que la pel·lícula és essencialment una mena de joc íntim ambientat al pati de l'infern. Segons van Hoeij, el guió pesat de diàlegs d'Ilya Zofin no sembla massa interessat en la complexitat de les dinàmiques de poder ni en el que podria dir l'interès de Koch per la llengua persa sobre la seva lleialtat als nazis. Tot i això, El professor de persa, especialment a través d'algunes subtrames ben escrites, dona bona impressió del funcionament intern d'un camp de transició nazi i de com els rumors, les falses sospites i la mínima conducta incorrecta poden influir en les decisions sobre la vida o la mort. Pel que fa a la decoració i el disseny de vestuari, Perelman va adoptar un enfocament que es basa en representacions cinematogràfiques de l'Holocaust de la vella escola més que en alguna cosa més recent, com el caos claustrofòbic i cacofònic de Saul fia. La partitura orquestral d'Evgueni i Sacha Galperine és majoritàriament convencional, a excepció d'una peça atonal encantadora al mig de la pel·lícula, que ofereix una visió d'una interpretació més atrevida i experimental del material.

## Premis i nominacions
Va ser seleccionada com a candidata belarussa al millor llargmetratge internacional dels Premis Òscar. No obstant això, la pel·lícula va ser desqualificada perquè la majoria d'individus implicats en la realització de la pel·lícula no provenien de Belarús.
| Any  | Premi                                         | Categoria                   | Nominació             | Resultat  | Ref.          |
| ---- | --------------------------------------------- | --------------------------- | --------------------- | --------- | ------------- |
| 2020 | Fünf Seen Filmfestival                        | Millor pel·lícula Fünf Seen | El professor de persa | Nominat   | [ 21 ]        |
| 2020 | Setmana Internacional de Cinema de Valladolid | Competició oficial          | El professor de persa | Nominat   |               |
| 2020 | Setmana Internacional de Cinema de Valladolid | Premi José Salcedo          | El professor de persa | Guanyador | [ 22 ] [ 23 ] |